# Aleksander Iasjvili
Alexander Iashvili (Georgisch: ალექსანდრე იაშვილი) (Tbilisi, 23 oktober 1977) is een voetballer uit Georgië, die sinds 2007 onder contract staat bij de Duitse club Karlsruher SC. Hij speelt als aanvaller. Zijn voornaam wordt ook gespeld als Aleksandr. Hij is tweevoudig Georgisch voetballer van het jaar.

## Interlandcarrière
Iashvili maakte zijn officiële debuut voor het Georgisch voetbalelftal op 6 februari 1998 in het vriendschappelijke duel tegen Letland (2-1 zege). Hij trad in dat duel na rust aan als vervanger van Sjota Arveladze. In december 1996 deed hij al mee in de officieuze interlands tegen Libanon.

## Erelijst
Dinamo Tbilisi
- Georgisch landskampioen

1995, 1996, 1997
- Georgisch bekerwinnaar

1995, 1996, 1997
- Georgisch Supercup-winnaar

1996, 1997
 SC Freiburg
- 2. Bundesliga

2003
- Georgisch voetballer van het jaar

2004
 Karlsruher SC
- Georgisch voetballer van het jaar

2008